# The Night Ship
The Night Ship è un film muto del 1925 diretto da Henry McCarty. Prodotto dalla Gotham Productions, aveva come interpreti Robert Gordon, Tom Santschi, Charles Sellon, Mary Carr.

## Trama
Dopo essere rimasto sei anni lontano da casa a causa di un naufragio, Bob Randall ritorna a Faith Harbor, il suo villaggio nel Maine. Scopre così che la sua innamorata si è sposata con Jed Hobbs, un losco capitano responsabile anche dell'esproprio della casa di sua madre che poi era morta di dolore. Quando incontra Hobbs alla locanda, Bob, deciso a vendicarsi, si batte con lui, mettendolo fuori combattimento.

In compagnia di Jimson Weed, un nuovo amico, Bob si imbarca sulla nave di Hobbs, sperando di trovare le prove che il capitano è un contrabbandiere. I due amici scoprono infatti un carico di armi e di polvere da sparo diretto in America Centrale. Per mettere fuori uso l'imbarcazione, catturano i membri dell'equipaggio a uno a uno. Alla fine Bob riesce a mettere all'angolo anche Hobbs che però lascia cadere un fiammifero acceso sulla polvere da sparo. L'esplosione distrugge la nave ma l'unica vittima della deflagrazione è proprio Hobbs. Bob adesso può raggiungere la sua ex fidanzata, finalmente libera di sposarlo.

## Produzione
Il film fu prodotto dalla Gotham Productions.

## Distribuzione
Il copyright del film, richiesto dalla Lumas, fu registrato il 7 febbraio 1925 con il numero LP21105.
Distribuito dalla Lumas Film Corporation, il film uscì nelle sale statunitensi il 1º febbraio 1925. La Phillips Film Company lo distribuì nel Regno Unito il 3 giugno 1926. In Austria, il film prese il titolo Die Fahrt ins Verderben o Das Mitternachtsschiff, in Brasile quello di O Navio da Noite, in Francia Pirate de la nuit.
Non si conoscono copie ancora esistenti della pellicola che viene considerata presumibilmente perduta.